# Elizabeth Banks

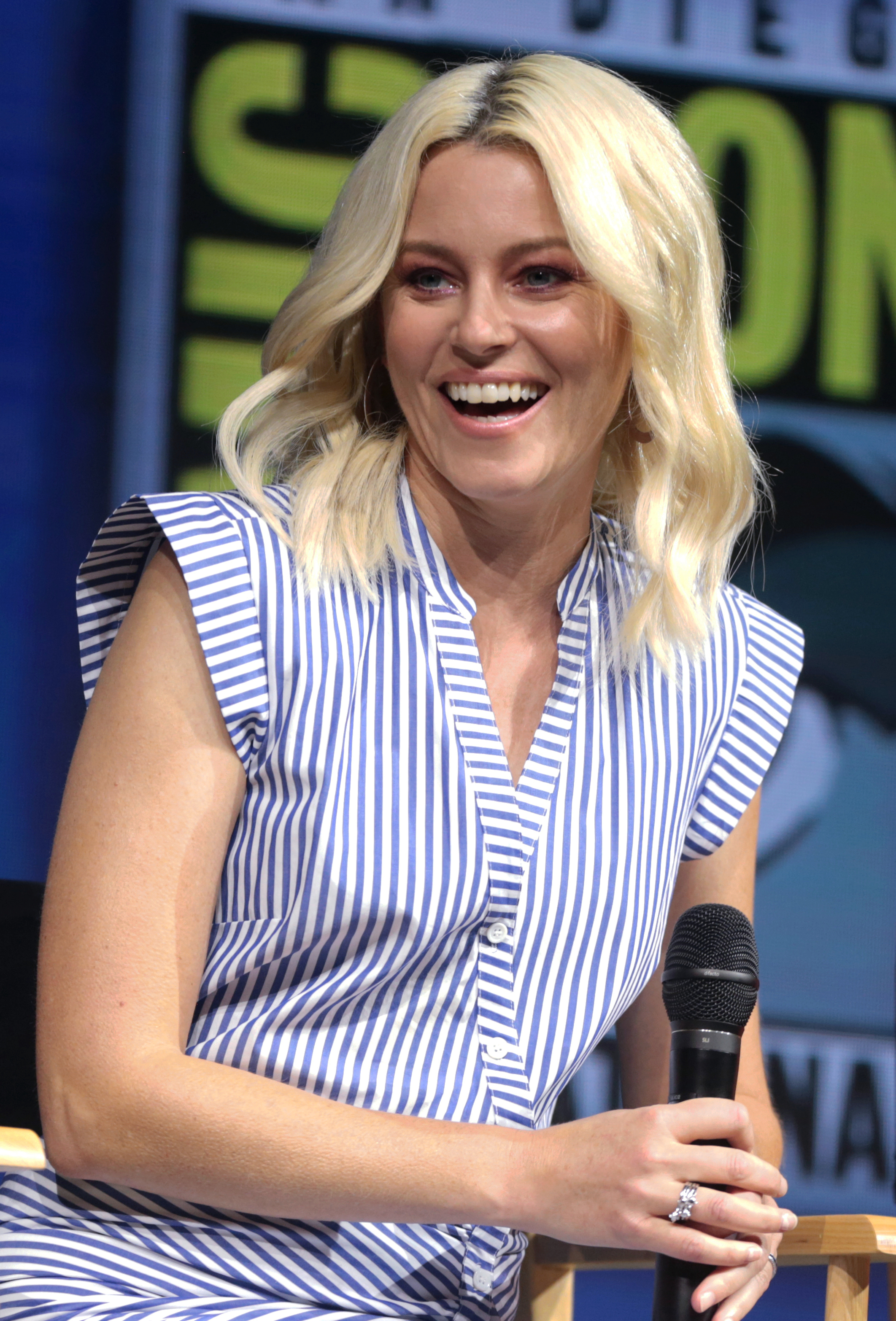
Elizabeth Banks, 2018

Elizabeth Banks (* 10. Februar 1974 in Pittsfield, Massachusetts, als Elizabeth Maresal Mitchell) ist eine US-amerikanische Schauspielerin, Filmproduzentin und -regisseurin.

## Karriere
1992 beendete Banks die Highschool und machte 1996 ihren Abschluss an der University of Pennsylvania mit „magna cum laude“. Anschließend studierte sie bis 1998 Schauspiel am American Conservatory Theater in San Francisco. Nach ihrem Studium ging sie nach New York, wo sie unter ihrem Geburtsnamen eine Bühnenlaufbahn begann und nebenbei erste Rollen in Fernsehserien annahm. Später konzentrierte sie sich mehr auf ihre Film- und Fernsehkarriere und zog der besseren Rollenangebote wegen nach Los Angeles, wo sie unter dem Künstlernamen Elizabeth Banks antrat. Für ihren Lebensunterhalt arbeitete sie zehn Jahre als Kellnerin. Ein weiterer Job war Zimmermädchen in einem Bed and Breakfast Inn.
Über Nebenrollen in diversen Filmen wie Stürmische Liebe – Swept Away gelang Banks 2003 der Durchbruch als Schauspielerin mit dem Film Seabiscuit – Mit dem Willen zum Erfolg, den Hauptrollen in Filmen wie Baxter – Der Superaufreißer (2005) und Slither – Voll auf den Schleim gegangen (2006) folgten. Eine größere Rolle konnte sie als Betty Brant in dem Film Spider-Man sowie dessen Fortsetzungen Spider-Man 2 und Spider-Man 3 verbuchen. Sie wirkte außerdem ab der fünften Staffel in der Fernsehserie Scrubs – Die Anfänger mit, in der sie Dr. Kim Briggs spielte. In der vierten Staffel der Emmy-prämierten NBC-Sitcom 30 Rock war sie als Jack Donaghys Freundin Avery Jessup zu sehen.
2012 bis 2015 spielte sie die Rolle der Effie Trinket in der Romanverfilmung Die Tribute von Panem – The Hunger Games und deren drei Fortsetzungen. 2015 übernahm sie in der Filmkomödie Pitch Perfect 2 neben einem Auftritt als Schauspielerin auch die Regie und Produktion des Films. Im selben Jahr wurde sie in die Jury der 72. Internationalen Filmfestspiele von Venedig berufen.
2019 trat sie mit der Inszenierung von 3 Engel für Charlie in Erscheinung, an dem sie auch als Drehbuchautorin, Produzentin und Darstellerin beteiligt war.
Der 2021 erschienene Film Dear Elizabeth mit Tony Hale erzählt die fiktive Geschichte eines College-Mitschülers von Elizabeth Banks, der sie für ein Ehemaligentreffen gewinnen möchte und in seinem Übereifer zu viraler Bekanntheit gelangt, indem er versucht, sie über ihr Management und soziale Medien zu kontaktieren. Banks ist im Film nicht zu sehen, spricht aber als Off-Kommentar im Nachspann des Filmes auf den Anrufbeantworter des Protagonisten, um sich für die Einladung und sein Engagement zu bedanken.

## Privatleben
Banks ist seit dem 5. Juli 2003 mit Max Handelman, den sie seit ihrer Zeit am College kennt, verheiratet. Das Paar hat mittels einer Leihmutter zwei Söhne (* 2011 und * 2012). Handelman ist als Filmproduzent aktiv und ist als solcher an Produktionen seiner Frau beteiligt. Die beiden betreiben die Produktionsfirma Brownstone Productions.

## Filmografie (Auswahl)
Als Schauspielerin
- 1998: Surrender Dorothy

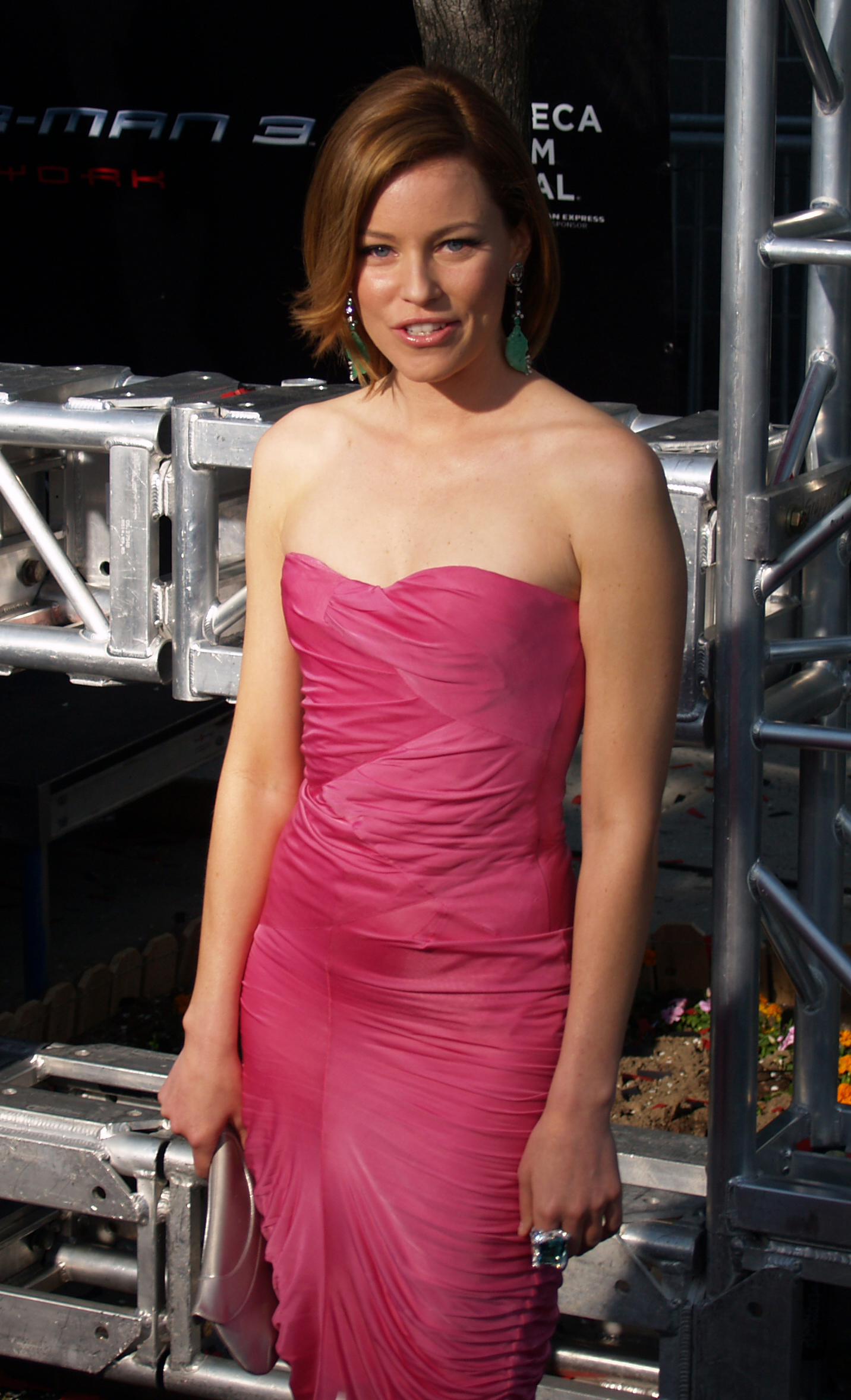
Elizabeth Banks bei einer Vorführung von Spider-Man 3, 2007

- 1999: Third Watch – Einsatz am Limit (Third Watch, Fernsehserie, Folge 1x03 Patterns)
- 2000: Sex and the City (Fernsehserie, Folge 3x02 Politically Erect)
- 2000: Shaft – Noch Fragen? (Shaft)
- 2001: Wet Hot American Summer
- 2001: Ordinary Sinner
- 2001: Law & Order: New York (Law & Order: Special Victims Unit, Fernsehserie, Folge 3x07 Sacrifice)
- 2002: Spider-Man
- 2002: Catch Me If You Can
- 2002: Stürmische Liebe – Swept Away (Swept Away)
- 2002: Without a Trace – Spurlos verschwunden (Without a Trace, Fernsehserie, Folge 1x07 Snatch Back)
- 2002: Stella Shorts 1998–2002
- 2003: The Trade
- 2003: Seabiscuit – Mit dem Willen zum Erfolg (Seabiscuit)
- 2004: Spider-Man 2
- 2005: Heights
- 2005: Sexual Life
- 2005: The Sisters
- 2005: Stella (Fernsehserie, Folge 1x06 Meeting Girls)
- 2005: Jungfrau (40), männlich, sucht … (The 40 Year Old Virgin)
- 2005: Daltry Calhoun
- 2005: Baxter – Der Superaufreißer (The Baxter)
- 2006: Slither – Voll auf den Schleim gegangen (Slither)
- 2006–2009: Scrubs – Die Anfänger (Scrubs, Fernsehserie, 15 Folgen)
- 2006: Unbesiegbar – Der Traum seines Lebens (Invincible)
- 2007: Spider-Man 3
- 2007: Meet Bill
- 2007: Die Gebrüder Weihnachtsmann (Fred Claus)
- 2007–2008: Wainy Days (Fernsehserie, drei Folgen)
- 2007–2008: American Dad (Fernsehserie, drei Folgen, Stimme)
- 2008: Comanche Moon (Fernsehserie, drei Folgen)
- 2008: Vielleicht, vielleicht auch nicht (Definitely, Maybe)
- 2008: Mensch, Dave! (Meet Dave)
- 2008: Lovely, Still
- 2008: Zack and Miri Make a Porno
- 2008: W. – Ein missverstandenes Leben (W.)
- 2008: Vorbilder?! (Role Models)
- 2009: Big Breaks (Kurzfilm)
- 2009: Der Fluch der 2 Schwestern (The Uninvited)
- 2009–2020: Modern Family (Fernsehserie, sieben Folgen)
- 2010: 72 Stunden – The Next Three Days (The Next Three Days)
- 2010–2012: 30 Rock (Fernsehserie)
- 2011: Liebe und andere Kleinigkeiten (The Details)
- 2011: Our Idiot Brother
- 2011: Just a Little Heart Attack (Kurzfilm)
- 2012: Ein riskanter Plan (Man on a Ledge)
- 2012: Die Tribute von Panem – The Hunger Games (The Hunger Games)
- 2012: Was passiert, wenn’s passiert ist (What to Expect When You’re Expecting)
- 2012: Zeit zu leben (People Like Us)
- 2012: Pitch Perfect
- 2013: Movie 43
- 2013: Die Tribute von Panem – Catching Fire (The Hunger Games: Catching Fire)
- 2014: Little Accidents
- 2014: The LEGO Movie (Stimme von Lucy)
- 2014: Mädelsabend – Nüchtern zu schüchtern! (Walk of Shame)
- 2014: Phineas und Ferb (Phineas and Ferb, Fernsehserie, Stimme von Grulinda in der Folge Imperfect Storm)
- 2014: Love & Mercy
- 2014: Die Tribute von Panem – Mockingjay Teil 1 (The Hunger Games: Mockingjay – Part 1)
- 2015: Pitch Perfect 2
- 2015: Magic Mike XXL
- 2015: Wet Hot American Summer: First Day of Camp (Fernsehserie, sechs Folgen)
- 2015: Die Tribute von Panem – Mockingjay Teil 2 (The Hunger Games: Mockingjay – Part 2)
- 2017: Power Rangers
- 2017: Pitch Perfect 3
- 2018: The Happytime Murders
- 2019: The LEGO Movie 2 (The LEGO Movie 2: The Second Part, Stimme von Lucy)
- 2019: Brightburn: Son of Darkness (Brightburn)
- 2019: 3 Engel für Charlie (Charlie’s Angels)
- 2020: Mrs. America (Miniserie, neun Folgen)
- 2022: Call Jane
- 2023: The Beanie Bubble
- 2024: A Mistake
- 2024: Skincare
- 2025: Die perfekte Schwester (The Better Sister, Fernsehserie, 8 Folgen)

Als Produzentin
- 2012: Pitch Perfect
- 2015: Pitch Perfect 2
- 2017: Amerikas meistgehasste Frau (The Most Hated Woman In America)
- 2017: Pitch Perfect 3
- 2019: 3 Engel für Charlie (Charlie’s Angels)
- seit 2019: Shrill (Fernsehserie)
- 2023: Cocaine Bear
- 2023: Bottoms

Als Regisseurin
- 2011: Just a Little Heart Attack (Kurzfilm)
- 2015: Pitch Perfect 2
- 2019: 3 Engel für Charlie (Charlie’s Angels)
- 2023: Cocaine Bear

## Synchronstimme
Elizabeth Banks hat keine fest zugeordnete Sprecherin, sie wird in Deutschland seit dem Jahr 2010 meist von Cathlen Gawlich synchronisiert. Auch von Debora Weigert ist sie oft gesprochen worden.

## Auszeichnungen
MTV Movie Awards
- 2012: für Best On-Screen Transformation in Die Tribute von Panem – The Hunger Games
- 2014: für Best On-Screen Transformation in Die Tribute von Panem – Catching Fire
- 2007: Nominierung für Best Kiss in Unbesiegbar – Der Traum seines Lebens (mit Mark Wahlberg)

Young Hollywood Awards
- 2003: als Exciting New Face

Women in Film Crystal + Lucy Awards
- 2009: MAXMARA Face of the Future Award

Preis der CinemaCon
- 2013: Excellence in Acting

Emmy Awards
- 2011: Nominierung als Outstanding Guest Actress in a Comedy Series in 30 Rock
- 2012: Nominierung als Outstanding Guest Actress in a Comedy Series in 30 Rock
- 2015: Nominierung als Outstanding Guest Actress in a Comedy Series in Modern Family

Screen Actors Guild Award
- 2004: Nominierung für Outstanding Performance by a Cast in a Motion Picture in Seabiscuit – Mit dem Willen zum Erfolg (als Teil des Cast)

Teen Choice Awards
- 2012: Nominierung für Choice Movie: Female Scene Stealer in Die Tribute von Panem – The Hunger Games

San Diego Film Critics Society Award
- 2013: Nominierung als Best Supporting Actress in Die Tribute von Panem – Catching Fire

Goldene Himbeere
- 2014: für Worst Director in Movie 43

Satellite Awards
- 2015: Nominierung als Best Supporting Actress – Motion Picture in Love & Mercy

Indiana Film Journalists Association Award
- 2015: Nominierung als Best Supporting Actress in Love & Mercy

San Francisco Film Critics Circle Award
- 2015: Nominierung als Best Supporting Actress in Love & Mercy